# 莱昂·布兰斯维克
莱昂·布兰斯维克（法語：Léon Brunschvicg，法語：[leɔ̃ bʁœ̃svik]；1869年11月10日—1944年1月18日），法国唯心主义哲学家。1893年，他与格扎维埃·莱昂和埃利·阿累维共同创办《形而上学与道德杂志》。